# Казахи в Росії

Доля казахів за суб'ектами Росії (перепис населення 2010)

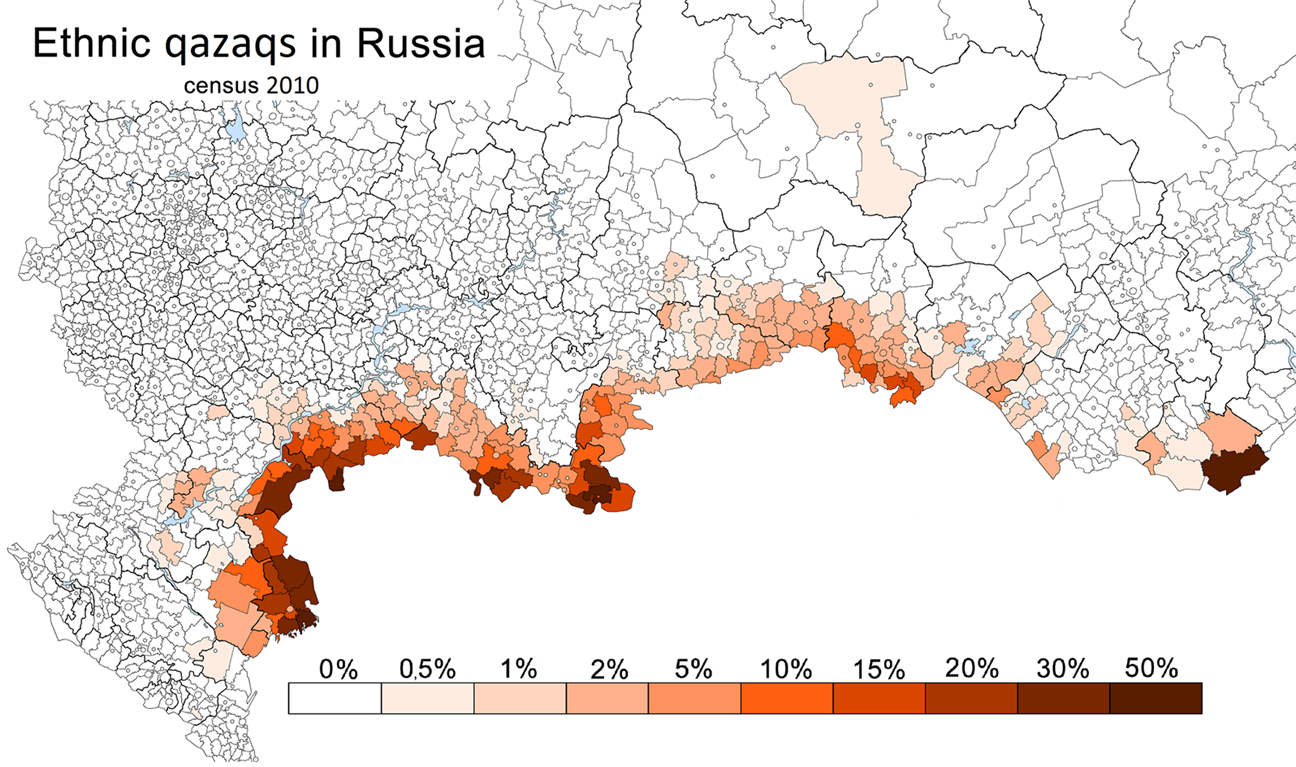
Процент казахів в районах Росії за переписом населення 2010р.

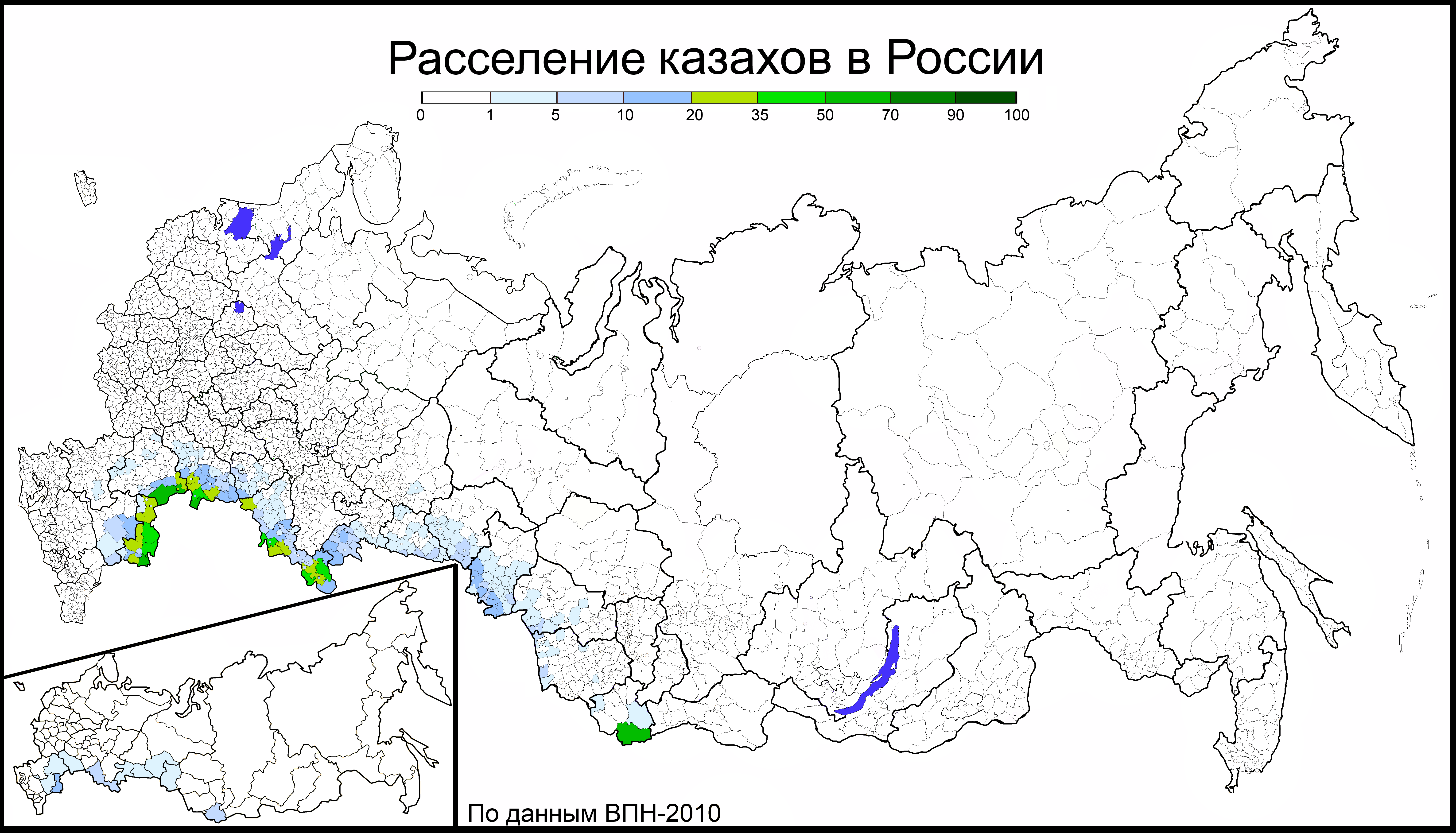
Процент казахів в районах Росії за переписом населення 2010р.

Казаська мова у Російській імперії за переписом 1897 року

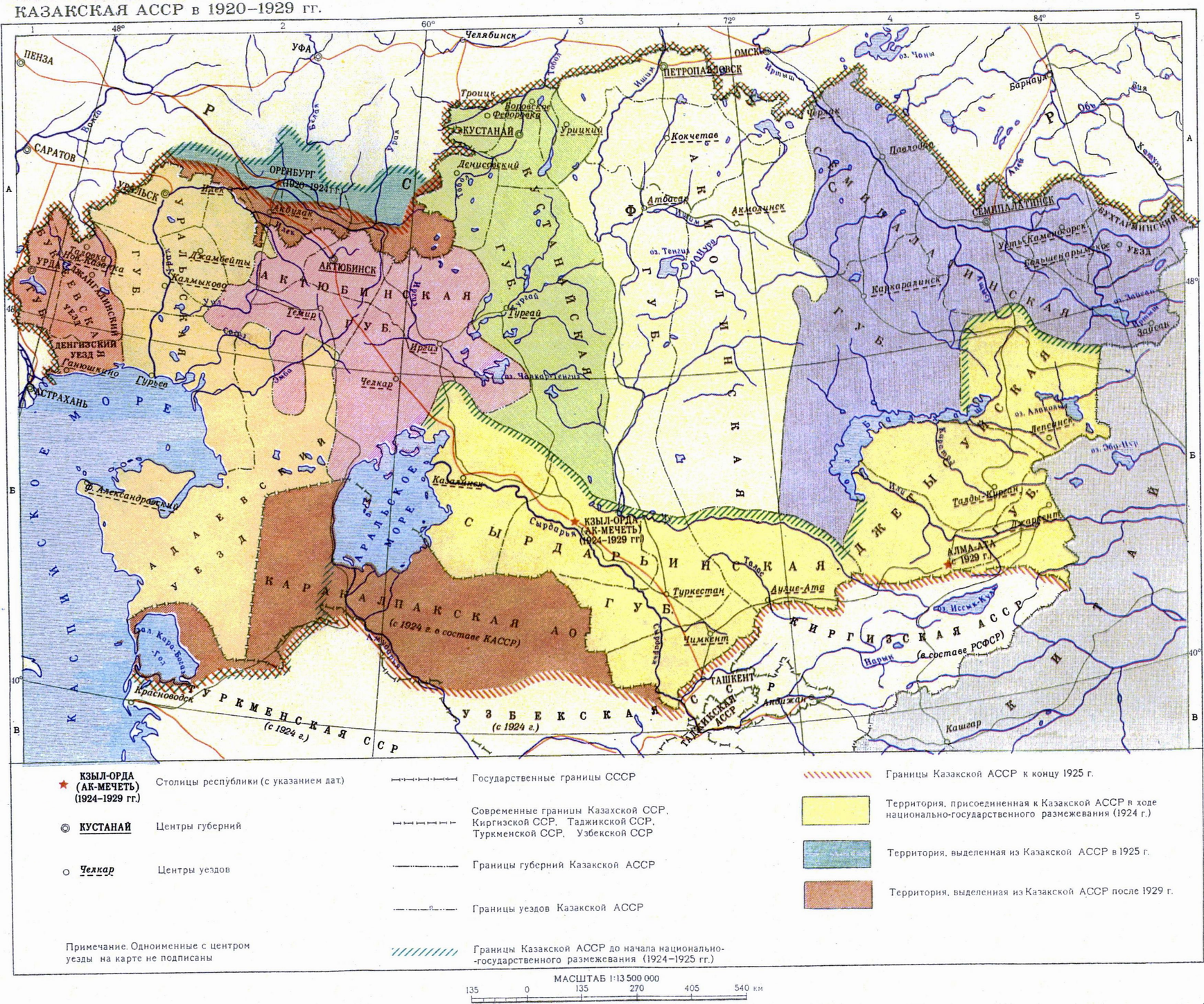
Зміни кордонів Казахстану в 1925—1929 гг.

За даними перепису 1989 року в Росії проживало близько 1 мільйона казахів. За даними перепису 2002 року чисельність казахів становить менш як 650 тисяч осіб. Казахи є корінним народом, що мешкає в Росії на своїх історичних землях у наступних областях:
- Астраханська область,
- Оренбурзька область,
- Омська область,
- Саратовська область,
- Волгоградська область,
- Челябінська область,
- Самарська область,
- Курганська область,
- Тюменська область,
- Республіка Алтай,
- Новосибірська область.